# Costel Cernat
Costel Cernat (n.  ?) este un fost jucător român și antrenor de baschet.

## Biografie
S-a născut la 2 aprilie 1953 la Galați. Este considerat constănțean pentru că la scurt timp după ce a apărut pe lume, s-a mutat cu familia sa în orașul de la malul Mării Negre. A ajuns să joace baschet la 11 ani, când a participat la o selecție la Sala Sporturilor din Constanța. Din cei 100 de copii prezenți, au fost opriți 20, printre care și Costel. De-atunci se poate spune și despre el că s-a dedicat pe viață baschetului.
Prima legitimare a fost la CSȘ 4 Constanța (primul antrenor, Gigel Patrichi), trecând apoi la ȘSE Constanța. Era o perioadă când această echipă domina campionatul național masculin de baschet, juniori. Nu a apucat însă să joace la echipa fanion a orașului, Farul, pentru că pe când era în clasa a X-a, a fost prezent la un campionat de juniori-3 disputat la Brașov, unde a fost ochit de specialiștii în tinere talente. Imediat a fost ofertat de Steaua, însă părinții săi au refuzat transferul, dorind ca băiatul lor să-și termine mai întâi cele 12 clase. Totuși l-au lăsat să vină în capitală, la Politehnica (unde a avut-o antrenoare pe Stela Rusu), echipă cu care în 1971 a debutat în Divizia A. În paralel, a terminat și liceul. Imediat a intrat la Institutul de Educație Fizică și Sport, transferându-se în 1972 la gruparea institutului, IEFS, o echipă bună la acea vreme care era tot în prima divizie. Acolo l-a avut antrenor pe Dumitru Evuleț-Colibaba, iar printre colegii de echipă erau Dan Berceanu, Andrei Molnar, Marian Braboveanu, Ladislau Nagy. În 1973 s-a produs în cele din urmă transferul său la Steaua, chiar dacă între timp intrase pe fir și Dinamo, mai ales că tatăl său lucra în cadrul MAI. A debutat în luna noiembrie a acelui an în roșu și albastru, jucând 13 ani acolo, unde a excelat. A cucerit 10 titluri (1977-78, 1979- 80, 1980-81, 1981-82, 1983-84, 1984-85, 1985-86, 1986-87, 1988-89, 1989-90) și o cupă (1981), a jucat trei sezoane de Cupa Campionilor Europeni (1981-1982, 1984-1985, 1986-1987) unde a marcat 279 puncte în 10 meciuri și cinci de Cupa Cupelor (1973-1974, 1976-1977, 1977-1978, 1979-1980, 1983-1984) unde a marcat 755 puncte în 33 de meciuri. Atunci, în toamna lui 1986, a realizat și acel formidabil record din meciul de la București, Steaua – Maccabi Tel-Aviv (scor 103-114), când a înscris 63 de puncte. Printre marii jucători alături de care a făcut istorie la Steaua s-au aflat Titus Tarău, Gheorghe Oczelak, Nicolae Pîrșu, Roman Opșitaru, Petre Brănișteanu, Anton Netolitzki, Florentin Ermurache, Virgil Căpușan. Antrenor, Mihai Nedeff.
A fost desemnat doar o singură dată baschetbalistul român al anului, în 1977, asta din cauză că FR Baschet nu a avut inspirația să facă anchete separate, pe fete și pe băieți, așa cum era normal. Însă, datorită preciziei sale cu care realiza coșurile, a fost poreclit „Lunetistul”. Prin profesionalismul arătat aproape meci de meci, a ridicat mii de fani în picioare, fiind adesea preferatul lor, aceștia aplaudându-l frenetic și nu de puține ori scandându-i numele minute bune. Ca și marele său rival de la Dinamo, dar bun prieten în particular, Dan Niculescu, a purtat numărul 9 pe tricou.
În 1991 s-a transferat în Franța, fiind ajutat de un antrenor din acea țară cu care se cunoscuse cu prilejul unui turneu final de CE de baschet. Noua sa echipă s-a numit SGS Basket-ball din Sainte-Genèvieve-des-Bois, aflată în eșalonul terț. Iar localitatea se afla la 24 km sud de Paris. S-a mutat acolo cu întreaga familie, soția Stela (și ea fostă baschetbalistă) și copiii Corina și Vlad, iar după opt ani a căpătat cetățenia franceză. Până în 1993 a jucat la această echipă, după care a dat examene pentru postul de antrenor, luându-și toate gradele, iar mai apoi le-a pregătit pe BC Chilly-Mazarin (1993-1997) și pe ES Massy Basketball (1997-2000).
A revenit în România, în 2001, unde le-a antrenat pe: Vega Soced Ploiești (2001-2002), Axiopolis Cernavodă (2003-2004), CSU Asesoft Ploiești, aici ca director tehnic (2004-2005), CS Otopeni (2005-2008), naționala României (2008-2009), Steaua (2008-2009). La cea din urmă a contribuit decisiv la reînființarea secției de baschet, care de nouă ani nu mai funcționase. Pentru jumătate de an, în 1999, s-a dus în Tunisia, la US Monastir. A revenit în țară, unde s-a mai ocupat de: CSM București (2010), Farul Constanța (2011-2013) și CS Snagov (2014-2015). Cu CS Otopeni și cu Farul a promovat pe prima scenă.
În echipa națională a debutat de foarte tânăr, în 1971, cu prilejul unui meci amical cu Ungaria, disputat la Poiana Brașov. Avea să joace la 4 turnee finale de Campionat European de baschet (1973 în Spania, 1975 în Iugoslavia, 1985 în Germania de Vest, 1987 în Grecia). A totalizat 165 de partide. În momentul de față, este cel de-al 9-lea jucător din istoria Campionatelor Europene cu cele mai multe puncte înscrise într-un singur meci, grație celor 42 de puncte marcate împotriva Israelului în 1975.
Din 1997, este maestru emerit al sportului. A devenit cel al șaselea nume de legendă care a fost inclus în Hall of Fame-ul secției de baschet a clubului Steaua, după Andrei Folbert, Mihai Nedeff, Costi Herold, Petre Brănișteanu și Mihai Dimancea.
De mai mulți ani s-a retras din baschetul mare, ocupându-se numai de creșterea tinerelor talente. Este și bunic, are doi nepoți, Alesia și Davi. Are un frate, Lucian, care deși a jucat și el la un moment dat baschet la Farul, a ales să ia calea ingineriei.